# 青岛银沙滩海水浴场
青岛银沙滩海水浴场，又名银沙滩，位于青岛市黄岛区凤凰岛旅游度假区西南侧，是金沙滩的姊妹滩，全长2000余米，呈月牙形东西伸展，沙质细腻，因沙质色泽银白得名，是凤凰岛旅游度假区内的另一大海水浴场。2009年银沙滩启动整体开发，修建了2000米的沙滩木栈道，建设了公厕冲浴景观小品等基础配套设施，12栋木屋度假别墅建成对外开放。2011年，本為免費開放的銀沙灘須收費，引起遊客不滿。